# Ана Виси
Ана Виси (грч. Άννα Βισση; Ларнака, 20. децембар 1957) кипарско-грчка је певачица.

## Каријера
Представљала је Грчку на песми Евровизије 1980. са пратећим бендом Epikouri гдје је освојила 13. мјесто и Кипар две године касније са песмом Моно и агапи, када је освојила 5. место.
На Евровизији 2006. је представљала Грчку под редним бројем 16 и освојила је 9. место са 128 поена. Са песмом Everything је стекла велики успех широм Европе.
Анна Виси је популарна у Грчкој од почетка седамдесетих година 20. века, иако је своју каријеру започела у родном граду Ларнаки на Кипру. Имала је велику турнеју у САД и у европским државама (укључујући и Србију и Црну Гору) 2007, након што је изабрана на грчком националном такмичењу априла 2006. године.

## Дискографија

### Албуми на грчком
- 1977:
- 1979:
- 1980:
- 1982:
- 1982:
- 1984:
- 1985:
- 1986:
- 1988:
- 1988:
- 1989:
- 1990:
- 1992:
- 1992:
- 1994:
- 1995:
- 1996:
- 1997:
- 1998:
- 2000:
- 2002:
- 2003:
- 2005:
- 2008:
- 2010:

### Албуми на енглеском
- 2000:
- 2010:

### Синглови
- 1997:
- 2000:
- 2000:
- 2004:
- 2005:
- 2006:

### DVD издања
- 2001:
- 2005: